# Episodi de Il becchino (quarta stagione)
La quarta stagione della serie televisiva Il becchino (The undertaker), composta da 6 episodi, è stata trasmessa sul canale della televisione svizzera tedesca SRF 1 dal 5 gennaio 2016 al 9 febbraio 2016.
La stagione è andata in onda in prima visione in lingua italiana sul canale della televisione svizzera italiana RSI La 1 dal 12 agosto 2016 al 16 settembre 2016.
In Italia la serie è visibile su Netflix dalla primavera 2017.
| nº | Titolo originale     | Titolo italiano           | Prima TV originale | Prima TV in italiano |
| -- | -------------------- | ------------------------- | ------------------ | -------------------- |
| 1  | Letzte Worte         | Ultime parole             | 5 gennaio 2016     | 12 agosto 2016       |
| 2  | Gefährliches Gelände | Un terreno pericoloso     | 12 gennaio 2016    | 19 agosto 2016       |
| 3  | Falsche Freunde      | Falsi amici               | 19 gennaio 2016    | 26 agosto 2016       |
| 4  | Zwei Leben           | Due vite                  | 26 gennaio 2016    | 2 settembre 2016     |
| 5  | Fünf Minuten Glück   | Cinque minuti di felicità | 2 febbraio 2016    | 9 settembre 2016     |
| 6  | Familienbande        | Ombre del passato         | 9 febbraio 2016    | 16 settembre 2016    |

## Ultime parole
- Titolo originale: Letzte Worte
- Diretto da: Chris Niemeyer
- Scritto da: Dominik Bernet

### Trama
Mentre prosegue la ricerca di Annamaria, viene ritrovato nel bosco il corpo di una donna, Luc sospetta che il fratello di Annamaria, abbia qualcosa a che fare con la sua scomparsa, ma Dörig non è d'accordo.

## Un terreno pericoloso
- Titolo originale: Gefährliches Gelände
- Diretto da: Chris Niemeyer
- Scritto da: Thomas Eggel

### Trama
Luc e la Omicidi indagano sull'omicidio di una giovane donna. Annamaria va alla ricerca di Willi.

## Falsi amici
- Titolo originale: Falsche Freunde
- Diretto da: Katalin Gödrös
- Scritto da: Simone Schmid

### Trama
Luc e la Omicidi indagano sulla morte accidentale di un giovane scalatore; parallelamente si prosegue le indagini sull'omicidio di una donna.

## Due vite
- Titolo originale: Zwei Leben
- Diretto da: Tom Gerber
- Scritto da: Dominik Bernet e Claudia Pütz

### Trama
Luc e Fabio vengono convocati sulla scena di un incidente mortale nei pressi di un monastero.

## Cinque giorni di felicità
- Titolo originale: Fünf Minuten Glück
- Diretto da: Tom Gerber
- Scritto da: Dominik Bernet e Claudia Pütz

### Trama
Luc e la Omicidi indagano sull'omicidio di un uomo giapponese avvenuta in una stanza d'albergo, mentre Dörig insegue la verità. Erica e Willi fanno una deliziosa colazione.

## Ombre del passato
- Titolo originale: Familienbande
- Diretto da: Tom Gerber
- Scritto da: Dominik Bernet e Claudia Pütz

### Trama
Luc e la Omicidi indagano sull'omicidio di un pescivendolo. I sospetti si concentrano su Mario e la sorella lo affronta.